# زمردماهی پوست ماری
زمردماهی پوست ماری (نام علمی: Eupetrichthys angustipes) نام یک گونه از خانواده زمردماهیان است.